# IExpress
IExpress – komponent systemu Windows 2000 i nowszych, pozwalający stworzyć pakiety samorozpakowujące ze zbioru plików. Pakiety te mogą służyć do instalacji oprogramowania.

## Przegląd
IExpress (IEXPRESS.EXE) może być wykorzystywany do dystrybucji samodzielnych pakietów instalacyjnych (bazujących na plikach INF) do wielu lokalnych lub zdalnych komputerów z systemem Windows. Tworzy samorozpakowujący się plik wykonywalny (.EXE) lub archiwum typu Cabinet (.CAB) poprzez interfejs graficzny (IExpress Wizard) lub określony plik z instrukcjami (Self Extraction Directive, .SED). Pliki SED można modyfikować za pomocą dowolnego prostego edytora tekstu, takiego jak Notatnik. Wszystkie samorozpakowujące się pliki stworzone przez IExpress używają algorytmów kompresji CAB, są kompresowane za pośrednictwem narzędzia Cabinet Maker (MAKECAB.EXE) oraz są rozpakowywane z użyciem narzędzia WExtract (WEXTRACT.EXE).
IEXPRESS.EXE znajduje się w folderze SYSTEM32 zarówno 32-bitowych jak i 64-bitowych wersji systemu Windows. Jego interfejs (IExpress Wizard) może zostać załadowany poprzez ręczne otwarcie odpowiedniego folderu i uruchomienie pliku wykonywalnego (IExpress.exe) albo poprzez wpisanie polecenia IExpress w oknie Uruchom wywołanego z menu Start. Program może również użyty z linii wiersza poleceń czy pliku wsadowego celem stworzenia własnych pakietów instalacyjnych, nienadzorowanych przez użytkownika (tj. działających automatycznie):
IEXPRESS /N litera_dysku:\nazwa_folderu\nazwa_pliku.SED
Interfejs programu (IExpress Wizard) prowadzi użytkownika krok po kroku przez proces tworzenia pakietu samorozpakowującego. Pyta, co ma zrobić dany pakiet: czy rozpakować pliki i uruchomić określony program, czy tylko wypakować pliki. W następnych krokach, kreator umożliwia nadanie tytułu pakietowi, dodanie okna z potwierdzeniem, dodanie licencji użytkownika którą użytkownik końcowy musi zaakceptować celem rozpakowania pakietu, wybranie plików do zarchiwizowania, skonfigurowanie opcji dotyczących wyświetlania postępu rozpakowywania oraz określenie komunikatu jaki ma się pojawić na sam koniec.
Jeżeli w czasie pracy kreatora zostanie zaznaczona opcja stworzenia pakietu i uruchomienia danego programu, interfejs wyświetli dodatkowy krok pozwalający na wybór określonej aplikacji, która uruchomi się po rozpakowaniu pakietu.

## Bezpieczeństwo
Pakiety samorozpakowujące utworzone w IExpress mają (nieodłączne) luki bezpieczeństwa pozwalające na zdalne wykonanie kodu ze względu na sposób obsługi poleceń instalacyjnych oraz przetwarzania linii poleceń. Co więcej, z powodu w jaki sposób Kontrola konta użytkownika traktuje instalatory, luki te mogą pozwolić na eskalację uprawnień.
Konkretniej, dwie nieodłączne luki w IExpress to:
- przełącznik /c:, który wskazuje jakie polecenie ma zostać wykonane w danym folderze po rozpakowaniu pakietu[6]
- dany folder posiada uprawnienia zapisu przez każdego użytkownika, dzięki czemu polecenie msiexec.exe może zostać zastąpione przez złośliwy kod.

O ile druga luka została naprawiona przez Microsoft w biuletynie bezpieczeństwa MS14-049, to w przypadku pierwszej jedynie wydano zalecenie nie używania IExpress. Dodatkowo możliwe jest również użycie exploitu przechwytywania DLL (ang. DLL hijacking).